# Kamil Pękala
Kamil Pękala (ur. 1983 w Dębicy) – polski śpiewak (baryton), absolwent Akademii Muzycznej im. Stanisława Moniuszki w Gdańsku (2002–2007, klasa dr. hab. Leszka Skrla).
Na jego repertuar składają się role operowe (m.in. Marcin i Stanisław w „Verbum nobile”, Jakub we „Flisie”, Maciej oraz Miecznik w „Strasznym dworze”, Dziemba w „Halce”, Moreles oraz Dancairo w „Carmen”, Figaro w „Cyruliku sewilskim”, Markiz w „Traviacie”, Sierżant Belcore w „Napoju miłosnym”, Leonard w „Comedy of the dump wife” czy Marcel w „Cyganerii”), a także arie Mozarta i Moniuszki.
Wystąpił jako solista na Festiwalu „Eurounionorchestries” w 2004, a od sezonu 2006–2007 jest solistą Opery Bałtyckiej w Gdańsku. Współpracuje z Waldemarem Malickim, a w 2007 wziął udział w koncercie inaugurującym V Dni Fryderyka Chopina w Warszawie (Chopiniana).
Brał udział w kursach wokalnych prowadzonych przez Jadwigę Rappé, Paula Easwooda i Ryszarda Karczykowskiego.

## Nagrody
- Festiwal Muzyki Niemieckiej w Rzeszowie (2001) – I nagroda
- Ogólnopolski Konkurs Wokalny im. Franciszki Platówny we Wrocławiu (2002) – wyróżnienie
- Ogólnopolski Konkurs Wokalny w Dusznikach-Zdroju (2006) – II nagroda
- Międzynarodowy Konkurs Wokalny im. Antonína Dvořáka w Karlowych Warach (2006) – III nagroda